# 伊法内斯
伊法内斯是葡萄牙布拉干萨区的一个堂区。总面积28.51平方公里，总人口1557人，人口密度為7.2人/平方公里。